# Tom Van Damme
Thomas (Tom) Van Damme (Leuven, 4 juli 1961) is een Belgische sportbestuurder. Hij is sinds 2010 voorzitter van de Koninklijke Belgische Wielrijdersbond (KBWB).

## Carrière
Tom Van Damme volgde in 2010 Laurent De Backer op als voorzitter van de KBWB. Voordien was hij al aan de slag bij de KBWB als secretaris. In 2014 werd hij herkozen voor een nieuw mandaat van 4 jaar.
In juli 2015 werd Van Damme ook ondervoorzitter van het Belgisch Olympisch en Interfederaal Comité (BOIC), als opvolger van Philippe Rogge.